# Brian Butch
Brian Butch, né le 22 décembre 1984 à Appleton, dans le Wisconsin, aux États-Unis, est un joueur puis entraîneur américain de basket-ball. Il évolue au poste de pivot.